# Richard Mulligan
Richard Mulligan (New York, 13 november 1932 – Los Angeles, 26 september 2000) was een Amerikaans acteur.

## Loopbaan
Mulligan is het meest bekend als Burt Campbell uit de serie Soap en als Dr. Harry Weston uit Empty Nest. In 1962 debuteerde Mulligan met een rolletje in de film The Chapman Report. Zijn laatste werk was het inspreken van een stem voor een aflevering van de serie Hey Arnold!.

## Privéleven
Mulligan trouwde in 1955 met Patricia Jones, kreeg een zoon (James) met haar en ging in 1960 bij haar weg. In 1965 trouwde hij met actrice Joan Hackett, maar in 1973 was ook dat weer voorbij. Op 25 juni 1978 trouwde hij met Lenore Stevens. Zij gingen in 1990 uit elkaar. In de periode 1992–1993 was hij korte tijd getrouwd met de veel jongere pornoactrice Rachel Ryan.
Mulligan overleed op 67-jarige leeftijd aan dikkedarmkanker. Hij wilde op eigen verzoek geen uitvaartdienst bij zijn crematie.

## Filmografie
- The Chapman Report (1962) – jazzmuzikant (niet op aftiteling)
- 40 Pounds of Trouble (1962) – piccolo (niet op aftiteling)
- Armstrong Circle Theatre (televisieserie) – rol onbekend (afl. "Secret Document", 1963)
- The Nurses (televisieserie) – rol onbekend (afl. "The Guilt of Molly Kane", 1963)
- Love with the Proper Stranger (1963) – Louie (niet op aftiteling)
- One Potato, Two Potato (1964) – Joe Cullen
- The Group (1966) – Dick Brown
- The Hero (televisieserie) – Sam Garret (afl. onbekend, 1966–1967)
- The Rat Patrol (televisieserie) – Majoor Lansing (afl. "Take Me to Your Leader Raid", 1967)
- Mannix (televisieserie) – Dr. Bob Adams (afl. "Beyond the Shadow of a Dream", 1967)
- Gunsmoke (televisieserie) – Jud Pryor (afl. "Wonder", 1967)
- I Dream of Jeannie (televisieserie) – missiecommandant Wingate (afl. "Around the World in 80 Blinks", 1969)
- The Undefeated (1969) – Dan Morse
- The Most Deadly Game (televisieserie) – Jordan (afl. "Witches' Sabbath", 1970)
- Little Big Man (1970) – Gen. George Armstrong Custer
- Love, American Style (televisieserie) – George (afl. "Love and the Jury", 1971)
- Dr. Simon Locke (televisieserie) – Kramer (afl. "A Taste of Sun", 1971)
- The Partridge Family (televisieserie) – verschillende rollen (2 afl., 1971/1973)
- Bonanza (televisieserie) – verschillende rollen (2 afl., 1971)
- Irish Whiskey Rebellion (1972) – Paul Lachaise
- Harvey (televisiefilm, 1972) – Dr. Lyman Sanderson
- Ghost Story (televisieserie) – Tom (afl. "House of Evil", 1972)
- Pueblo (televisiefilm, 1973) – CWO G.H. Lacy
- Diana (televisieserie) – Jeff Harmon (afl. onbekend, 1973)
- From the Mixed-Up Files of Mrs. Basil E. Frankweiler (1973) – Mr. Kincaid
- Visit to a Chief's Son (1974) – Robert
- Medical Story (televisieserie) – Dr. Ted Freeland (afl. "The Right to Die", 1975)
- Matt Helm (televisieserie) – Jack Harte (afl. "Dead Men Talk", 1975)
- Little House on the Prairie (televisieserie) – Granville Whipple (afl. "Soldier's Return", 1976)
- The Big Bus (1976) – Claude Crane
- Charlie's Angels (televisieserie) – Kevin St. Clair (afl. "Night of the Strangler", 1976)
- Gibbsville (televisieserie) – Ben (afl. "Saturday Night", 1976)
- Hunter (televisieserie) – Dr. Harter (afl. "Mirror Image", 1977)
- Kingston: Confidential (televisieserie) – rol onbekend (afl. "Triple Exposure", 1977)
- The Love Boat (televisieserie) – verschillende rollen (2 afl., 1977/1978)
- Dog and Cat (televisieserie) – rol onbekend (afl. "Brother Death", 1977)
- Having Babies III (televisiefilm, 1978) – Jim Wexler
- Scavenger Hunt (1979) – Marvin Dummitz
- Soap (televisieserie) – Burt Campbell (56 afl., 1977–1981)
- S.O.B. (1981) – Felix Farmer
- Trail of the Pink Panther (1982) – Clouseaus vader
- Malibu (televisiefilm, 1983) – Charlie Wigham
- Reggie (televisieserie) – Reggie Potter (1983)
- Jealousy (televisiefilm, 1984) – Merrill Forsyth
- Meatballs: Part II (1984) – Coach Giddy
- Teachers (1984) – Herbert Gower
- Micki + Maude (1984) – Leo Brody
- The Heavenly Kid (1985) – Rafferty
- The New Twilight Zone (televisieserie) – verschillende rollen (2 afl., 1985/1986)
- Doin' Time (1985) – Mongo Mitchell
- The Deacon Street Deer (televisiefilm, 1986) – Shorty
- A Fine Mess (1986) – Wayne 'Turnip' Parragella
- Highway to Heaven (televisieserie) – Jeb Basinger (afl. "Basinger's New York", 1986)
- Babes in Toyland (televisiefilm, 1986) – Barnie/Barnaby Barnicle
- Poker Alice (televisiefilm, 1987) – Sears
- J.J. Starbuck (televisieserie) – rol onbekend (afl. "The Blimpy Who Yelled Blue", 1987)
- Lincoln (miniserie, 1988) – William H. Seward
- Oliver & Co. (1988) – Einstein (stem)
- The Golden Girls (televisieserie) – Dr. Harry Weston (3 afl., 1988/1989)
- Guess Who's Coming for Christmas? (televisiefilm, 1990) – George Walters
- Nurses (televisieserie) – Dr. Harry Weston (4 afl., 1991/1993)
- Star Trek: Judgment Rites (videogame, 1994) – Xenti (stem)
- Empty Nest (televisieserie) – Dr. Harry Weston (170 afl., 1988–1995)
- The John Larroquette Show (televisieserie) – Richard Hemingway (afl. "An Odd Cup of Tea", 1995)
- London Suite (televisiefilm, 1996) – Dennis Cummings
- Dog's Best Friend (televisiefilm, 1997) – Fred
- Hey Arnold! (televisieserie) – Jimmy Kafka (stem, afl. "Beaned/Old Iron Man", 2001)